# Воздвиженська церква (Тернопіль)
Церква Воздвиження Чесного Хреста (Воздвиженська, Здвиженська, Надставна) — найдавніший храм Тернополя, споруджений наприкінці XVI століття, пам'ятка архітектури національного значення. Розміщений на Підзамчі на невисокому підвищенні над Тернопільським ставом.
Пам'ятка відрізняється від інших культових оборонних споруджень Поділля наявністю напівкруглої апсиди, що походить ще зі староруських традицій.

## Історія
Воздвиженська (Надставна) церква існувала на початку XV ст., можливо — у XIV ст.
Перші історичні задокументовані відомості про церкву містяться у грамоті князя Василя Костянтина Острозького від 1570 року. Проте народні перекази пов'язують існування церкви в цьому місці із періодом князювання Данила Романовича, що суперечить офіційній версії про заснування міста 1540 року Яном Амором Тарновським, і дає можливість припускати про існування поселення на цьому місці задовго до заснування замку.
У давнину біля церкви була Львівська брама. Дмитро Лисак, отець церкви Воздвиження Чесного Хреста розповідає, що саме на Львівській брамі під час турецько-татарських нападів чинився найбільший опір, тому церква виконувала дуже важливу оборонну функцію. В той час використовувалася також сигнальна система: дзвонили в дзвони, палили смолоскипи, розводили багаття, які було видно аж на Голубіцьких Товтрах, а вони мали зв'язок із Залізцями, Підкаменем та Почаєвом.
У 1627 році до західного фасаду була прибудована триярусна оборонна вежа-дзвіниця, про що свідчить різьблений напис над вхідним порталом. Він також повідомляє, що вежу-дзвіницю побудовано за панування у місті Томаша (Томи) Замойського та його дружини Катерини (представниця Острозьких, донька Олександра Острозького), а також єпископа Єремії Тисаровського, 1627 року, «місяця липня, 28 дня».
У 1629 році після чергового руйнування церква була відновлена за сприяння князя Острозького[джерело?].

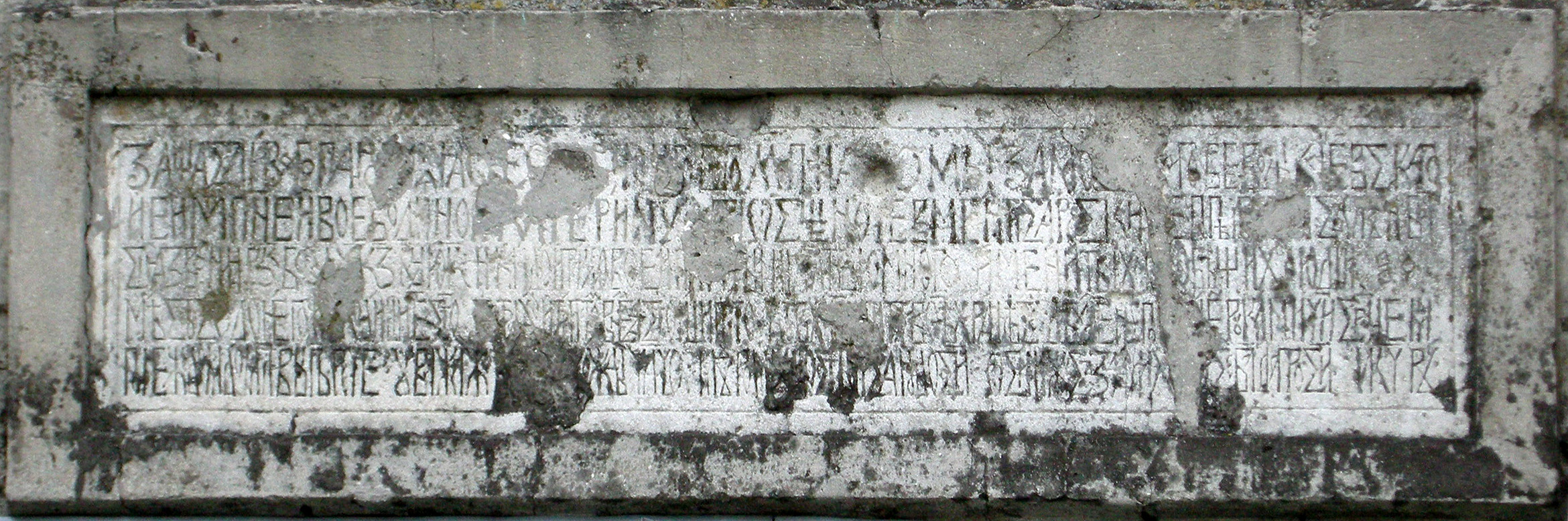
Кам'яна таблиця з написом над вхідними дверима

З пізніших часів збереглося кілька згадок про Надставну церкву. Зокрема відомий мандрівник, посол Ульріх фон Вердум у своєму подорожньому щоденнику писав так:
|  | Є мурована церква над ставом, а при ній священика Євстахія, що мешкає в домі, побудованому біля церкви |

В інвентарі міста 1672 року в списках будівель на вулиці Львівській також зареєстрована «з каміння мурована церква над ставом, що стоїть недалеко від Львівської брами».
У 1760 році Гелена із Замойських (1717 — 27.12.1760, Броди; дружина Станіслава Потоцького) надала Надставній церкві окрему фундацію:
|  | …повідомляю тією вічною фундацією і записом моїм, зробленим в імені моїх синів, що до церкви в том місті існуючої, з давних-давен вимуруваної при Львівській брамі під іменем Воздвиження Святого Хреста для користання парохів, що мають при ній бути, поля на дві руки по дев'ять днів на вітівщині, сіножаті на дванадцять косарів на болоті навпроти братського поля, призначую, виділяю і на вічні часи записую. |

Перелічене майно, згідно із записом, від усяких данин і податей звільнялось.

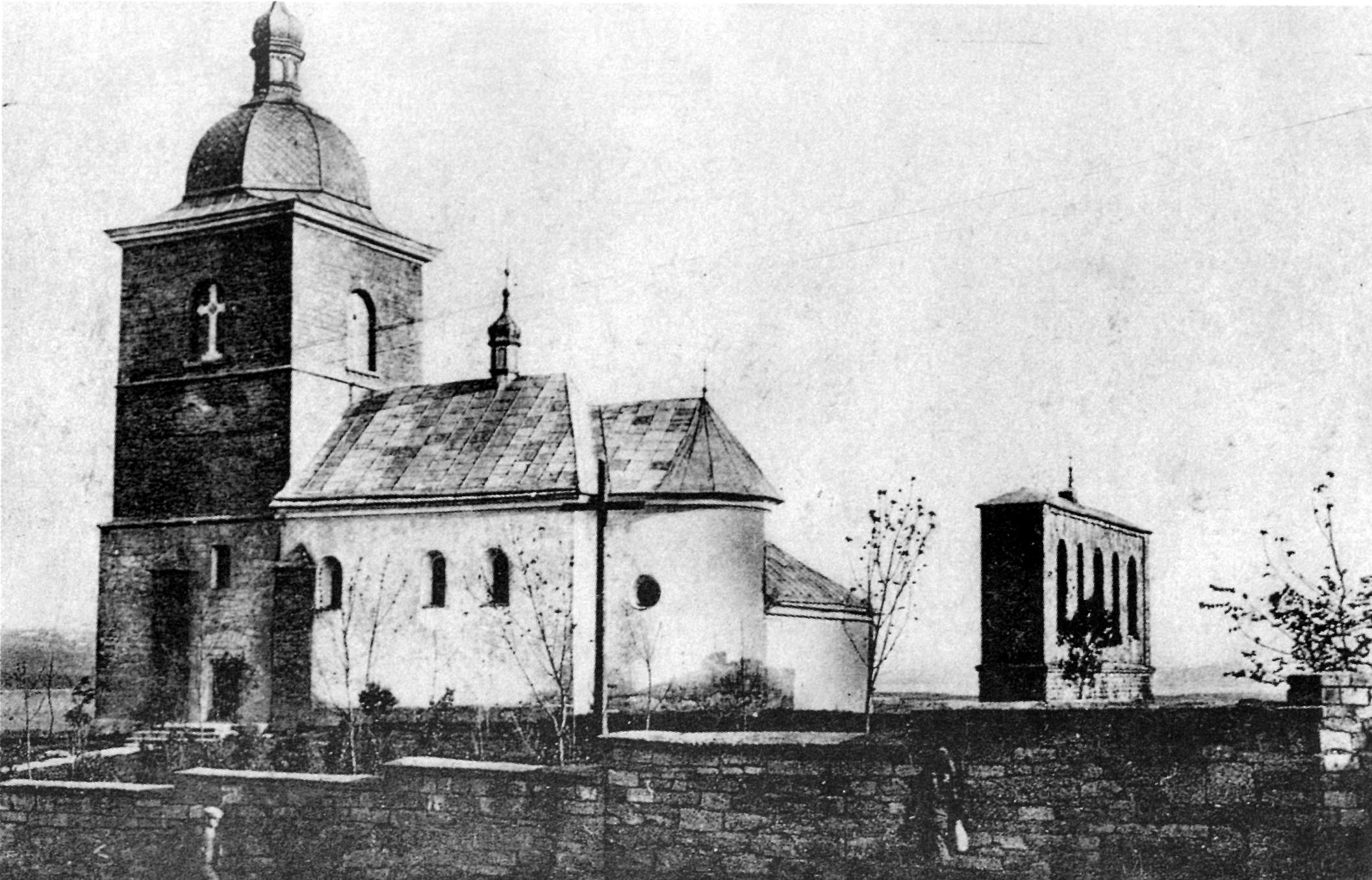
Церква на початку 20 століття

У 1904—1906 роках у церкві працювали два монахи василіяни (оо. Григорій Залуцький і Митрофан-Михайло Михняк). Своєю працею вони здобули прихильність міста, але через непорозуміння з тодішнім парохом змушені були покинути Тернопіль.
Церква зазнала значних руйнувань під час Другої світової війни.
У 1954 році реставрувалася. 
У радянський період було знищено цінне майно Надставної церкви. Довгий час приміщення використовувалось не за призначенням. Було знищено дзвіницю, цінний іконостас, розписи інтер'єру. Радянська влада планувала зробити у приміщенні церкви зал моди, музей мистецтва. Пізніше були наміри на її місці збудувати готель «Москва». Проте виявилося, що тут недостатньо місця, тому вирішили готель побудувати на іншому березі Ставу (зараз готель «Галичина»).
Відновлення іконостасу і розпис інтер'єру виконав тернопільський художник Богдан Ткачик.
У перші роки незалежності церква належала УАПЦ, також у храмі інколи вели службу священники УГКЦ. Після ліквідації УАПЦ та Об'єднавчого собору церква стала належати новоутвореній Православній церкві України. 18 грудня у храмі провів службу почесний патріарх ПЦУ Філарет.

## Архітектура

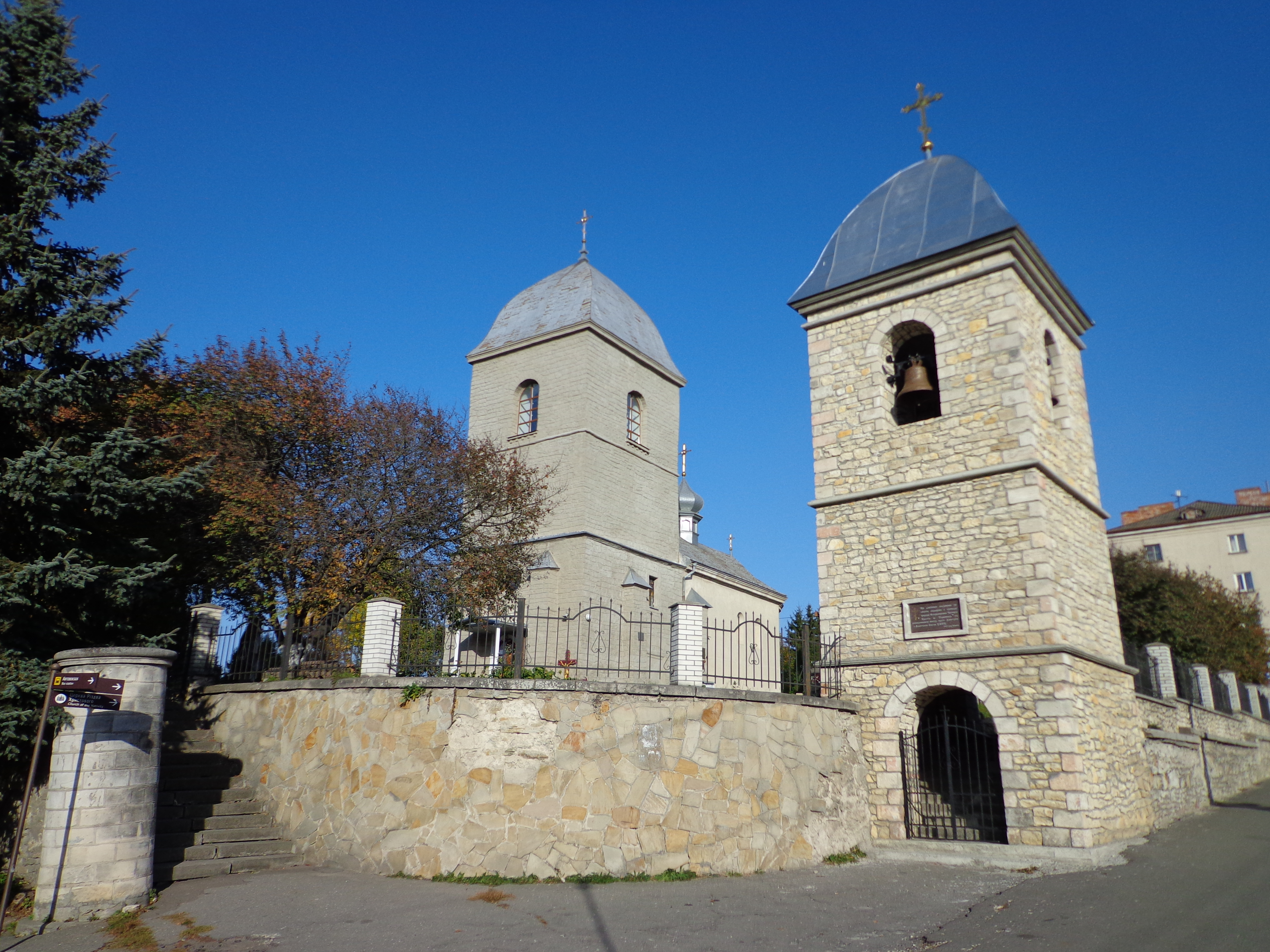
Дзвіниця

Споруда має ознаки візантійсько-романського і староруського стилів та ренесансу. Зведена з пісковику, тридільна, складається з прямокутної в плані нави, квадратного і рівноширокого з навою бабинця з двома ярусами башти над ним і напівкруглої апсиди. Нава перекрита напівциркульним з розпалубками зведенням, бабинець — хрестовим, апсида — чвертьсферичним зведенням.
Над вхідним порталом вежі-дзвіниці — залишки таблиці з написом, вище таблиці — невелике кругле вікно.
Неподалік церкви — триярусна дзвіниця.

## Реліквії

### Напрестольне Євангеліє
Саме у Здвиженській церкві знаходилося старовинне Євангеліє, надруковане у Вільні у 1649 році і майстерно оправлене відомим тернопільським ремісником з таким написом:
|  | В ліпоту облечене сіє Євангеліє року 1650, місяця червня, 29 дня. Іоан, Тернопільський золотник |

Напрестольне Євангеліє було оздоблене плоскорізьбою, в центрі якої — Розп'яття Христа, а навколо різьблене зображення Святих Тайн. У Євангелії був запис про те, що воно «відкуплене від жовнірів під час Межибозького збурення» (перемога козаків над поляками 9 липня 1649 р. під Межибожем).

### Ікони

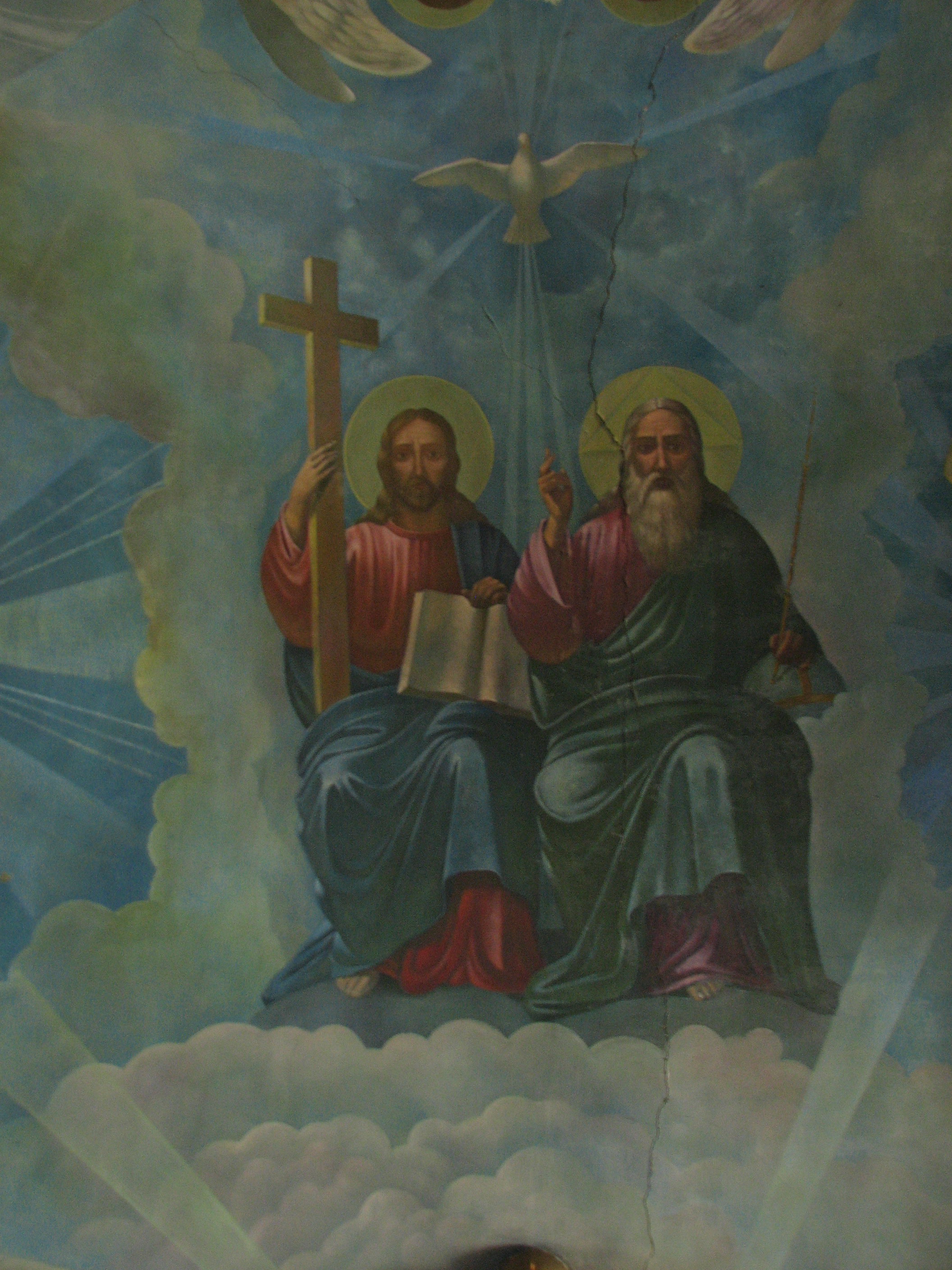
Фрески

У церкві Чесного Хреста був чудотворний образ Пречистої Діви, стверджений грамотою єпископа Атанасія Шептицького у 1730 році. Опікувався ним шевський цех, оскільки передав ікону тернопільський швець Маркевич. Потім чудотворну ікону зберігали в Середній церкві.
Існують перекази, що в Надставній церкві була давніша чудотворна ікона Божої Матері. З нею пов'язаний переказ:
|  | У 1673 році татарські загони кримського хана Селім Гірея з півдня і сходу вдарили на Теребовлю, а з півночі, із зловісного Чорного шляху вдерлися під Тернопіль й оточили його з трьох сторін. Козаки, які стояли залогою у місті, разом з міщанами відбивались з валів, маючи опору тільки у церкві Різдва Христового, де була сильна обсада й гармати, із боку ставу загрози для Тернополя не було. Міщани зібралися у Надставній церкві і в гарячій молитві благали допомоги Пречистої Матері Божої. Раптом почувся пронизливий крик і одночасно вбіг переляканий єврей. Під час Богослужіння він стояв неподалік і по-своєму також молився. Враз він побачив у повітрі над церквою якусь пані, котра стелила над храмом вузьке полотно. Вбігши у церкву, він остовпів від здивування, бо в образі, перед яким гаряче молились люди, впізнав цю пані. Це була Матір Божа. Майже рівночасно в табір нападників пригнався татарський гонець з дорученням відступати, бо їх власні стріли повернулись проти них і завдали великої шкоди. Так уберегла Богородиця Тернопіль від повної руїни. |

Є відомості, що це чудо було записане на початку XVIII ст. у літописі церкви Святого Миколая в селі Богданівка (тепер Підволочиський район). Але подальша доля цієї чудотворної ікони невідома.
Ще три ікони з цього храму — «Спаситель», «Хрещення Йордані» та «Воздвиження чесного хреста», на честь якої названо церкву, — зберігаються в Тернопільському обласному краєзнавчому музеї.
Цікавим є давній ролет над вівтарем. Туди ставили ікону Чудотворної Божої Матері, яку ще називали «Тернопільська плачуча». Проте її і досі не вдалося знайти.

## Легенди та перекази

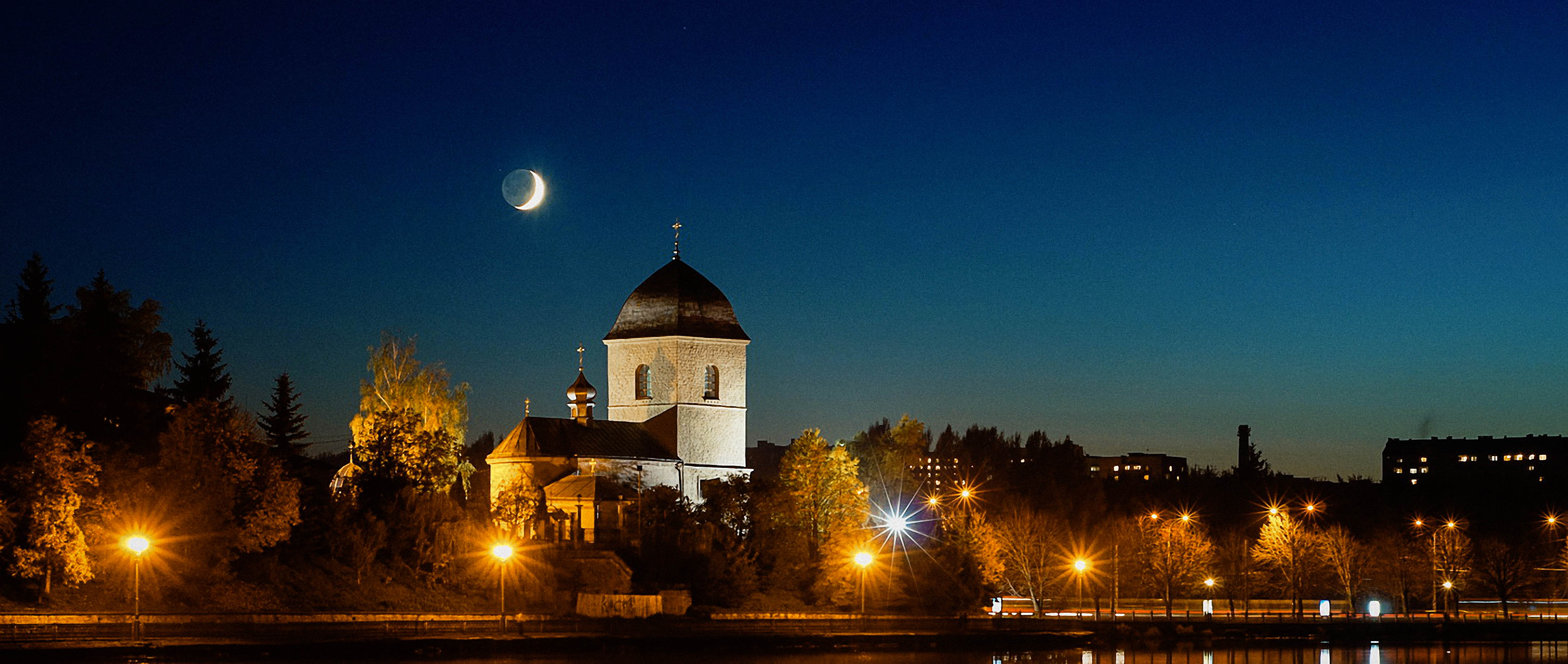
Нічний вигляд на церкву

З оборонним характером Надставної церкви пов'язані історичні перекази, що сягають часів Дорошенка, коли татарські і турецькі напади були на Поділлі досить частими. У старих краєзнавчих часописах («Наша батьківщина») містяться перекази про один такий напад татар на Тернопіль:
|  | … Була тиха серпнева ніч. Життя в місті затихло зовсім, тільки на міських укріпленнях-валах час від часу перекликаються вартові. Старому дякові Надставної церкви Йосипові чомусь не спиться. Він вийшов зі своєї хатини-дяківки, обійшов її кругом, глянув на спокійне плесо води у ставі, підійшов до церкви і спинився біля вежі-дзвіниці. Постояв хвилину, і ось почулося йому десь далеко неначе іржання коня. Став наслухувати уважніше — знову нікого не чути. Йосип підійшов вище на церковний цвинтар, пристанув і вп'ялив свої старечі, але ще бистрі очі, у темряву ночі, в напрямку на південь, відкіля причувся йому невиразний гомін. Шибнула думка, чи не загін татарський підкрадається під місто. Тепер уже про сон він і не думав. Вернувся в хату, взяв ключі і вийшов на церковну вежу. Вдивившись крізь віконце в далечінь, доглянув він, як на південному узгір'ї стали зарисовуватись перед його очима якісь невиразні білі, а дальше темні, плями на полях. Вони наче ворушились. Йосип чув наче відгуки якихось голосів. Це підсилило його здогади. Йому треба рішитися на щось. Він приступив до малої гарматки-гаківниці, глянув у віконце. В сутінках ночі тепер уже добре побачив він білі шатра, а кругом них вози, коні й людей. Тепер він уже не надумував довго. Присунув гарматку до вікна, всипав пороху, вложив кулю і, спрямувавши зір на узгір'я, почав наставляти. Незабаром гукнув постріл, а вслід за ним піднявся на узгір'ї страшний крик. Йосип вистрілив ще вдруге й утретє. З далеких піль на півдні став доходити виразний гомін людей, скрипіт возів — татари стали з'їжджати у протилежну від міста долину. На відгук пострілів заворушилися вартові на замку й міських валах, збудилося місто; все заметушилося, готуючись до оборони. Але татари цим разом не показалися. Вранці вийшли люди поза укріплення міста, подались на узгір'я, але по татарах і слід загинув. На стернях, столочених кінськими копитами, знайдено тільки тапчан, що стікав кров'ю. Біля тапчана лежали на землі порвані внутренності провідника загону Бакая, що готовив напад на Тернопіль. Як виявилося пізніше — татари забрали останки покаліченого тіла Бакая зі собою. Місто зажило знову на деякий час спокійнішим життям. |

## Галерея

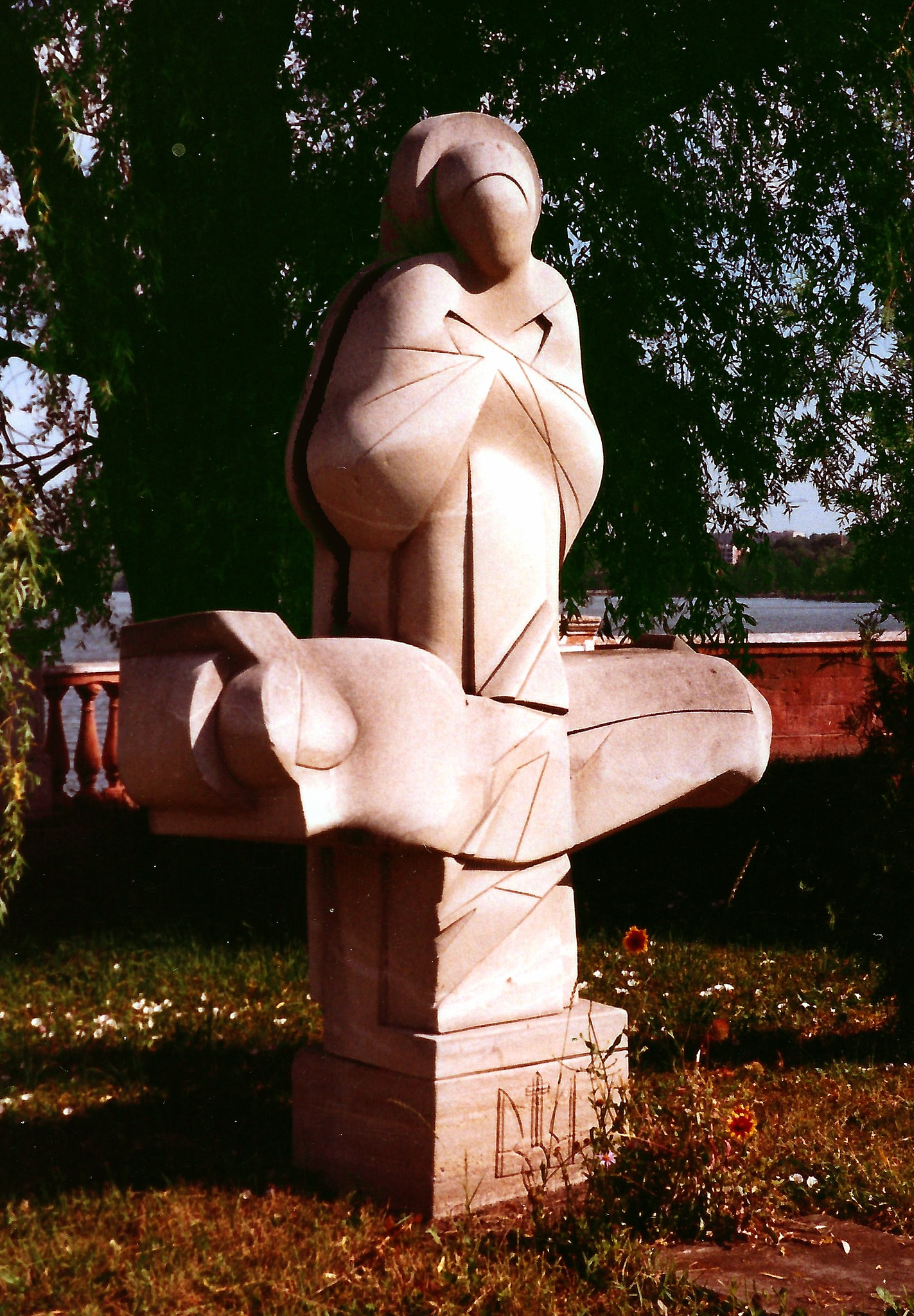
П`ЄТА («Оплакування») 1990 р. Скульптор Євген Прокопов

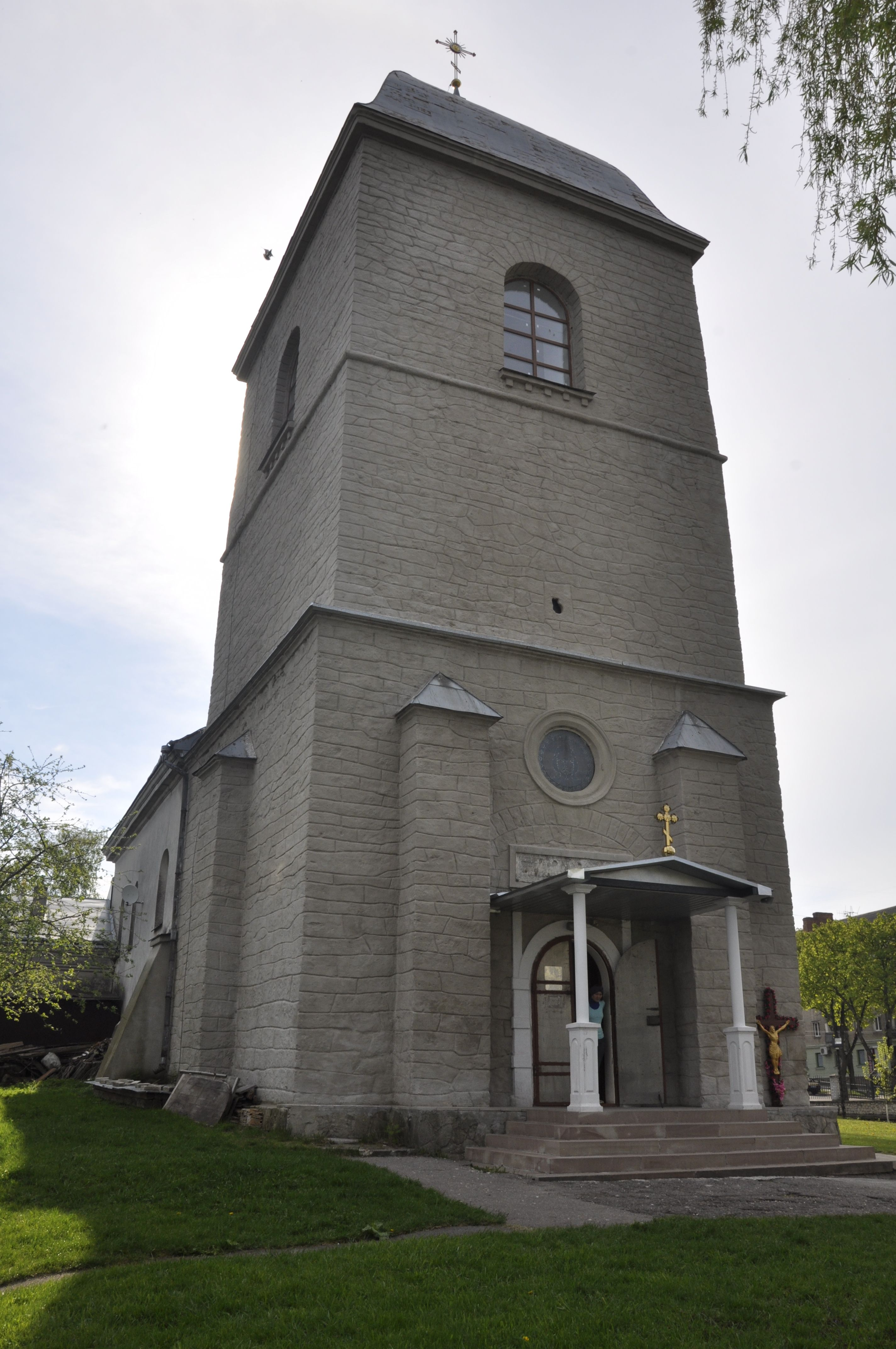
Фасад церкви
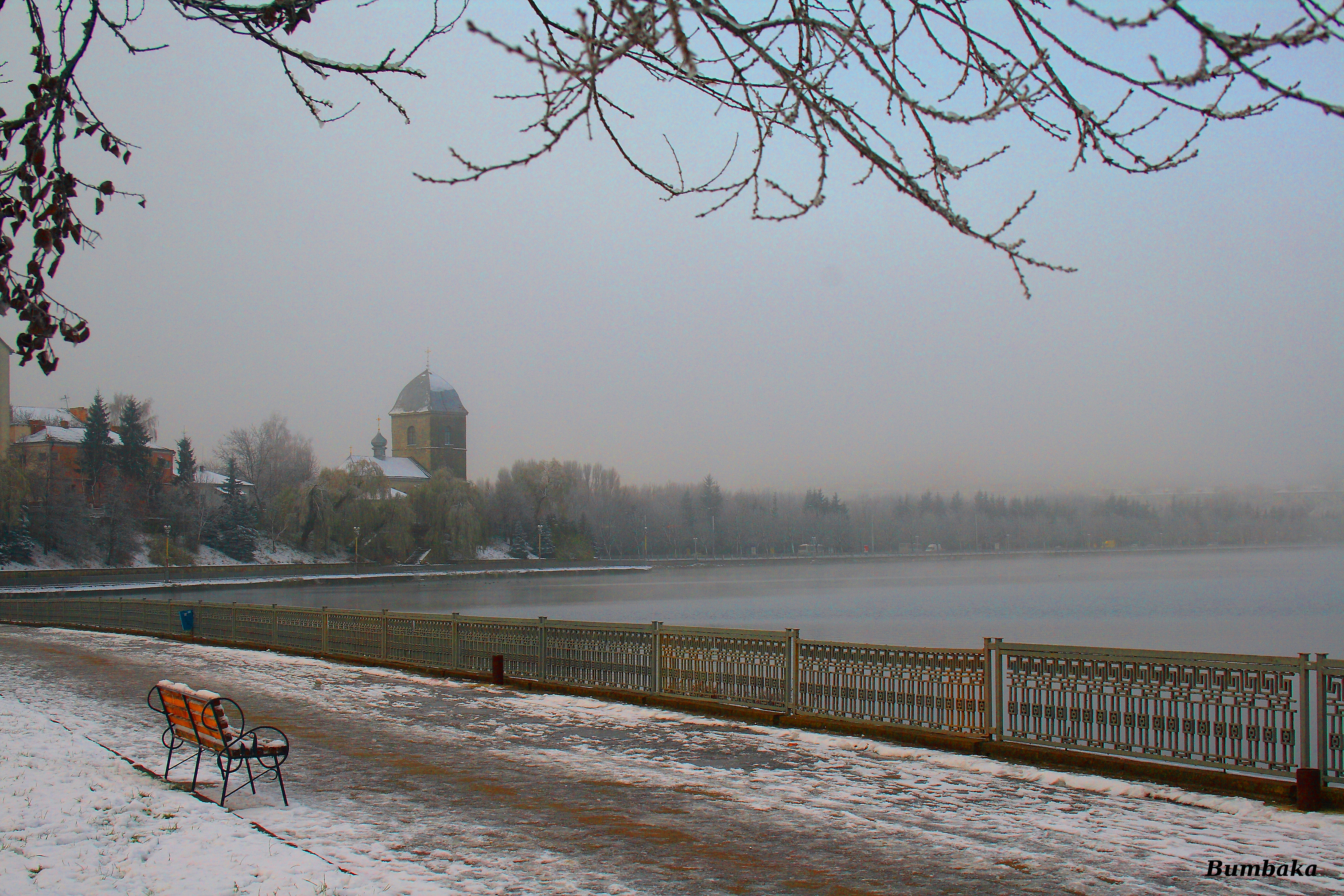
Надставна церква зимою. Вид з парку ім. Т. Шевченка
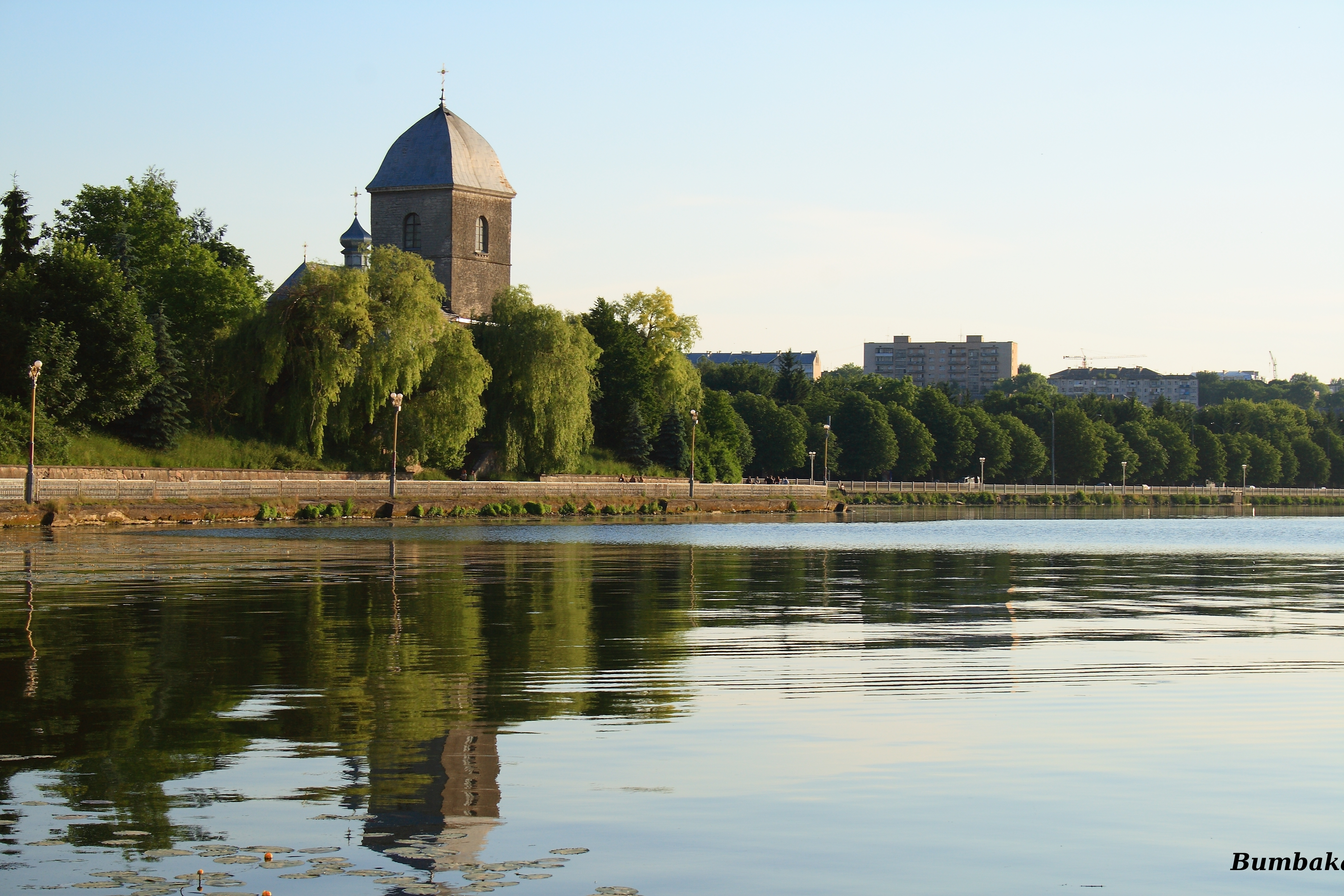
Надставна церква і Тернопільський став. На другому плані - масив «Дружба»
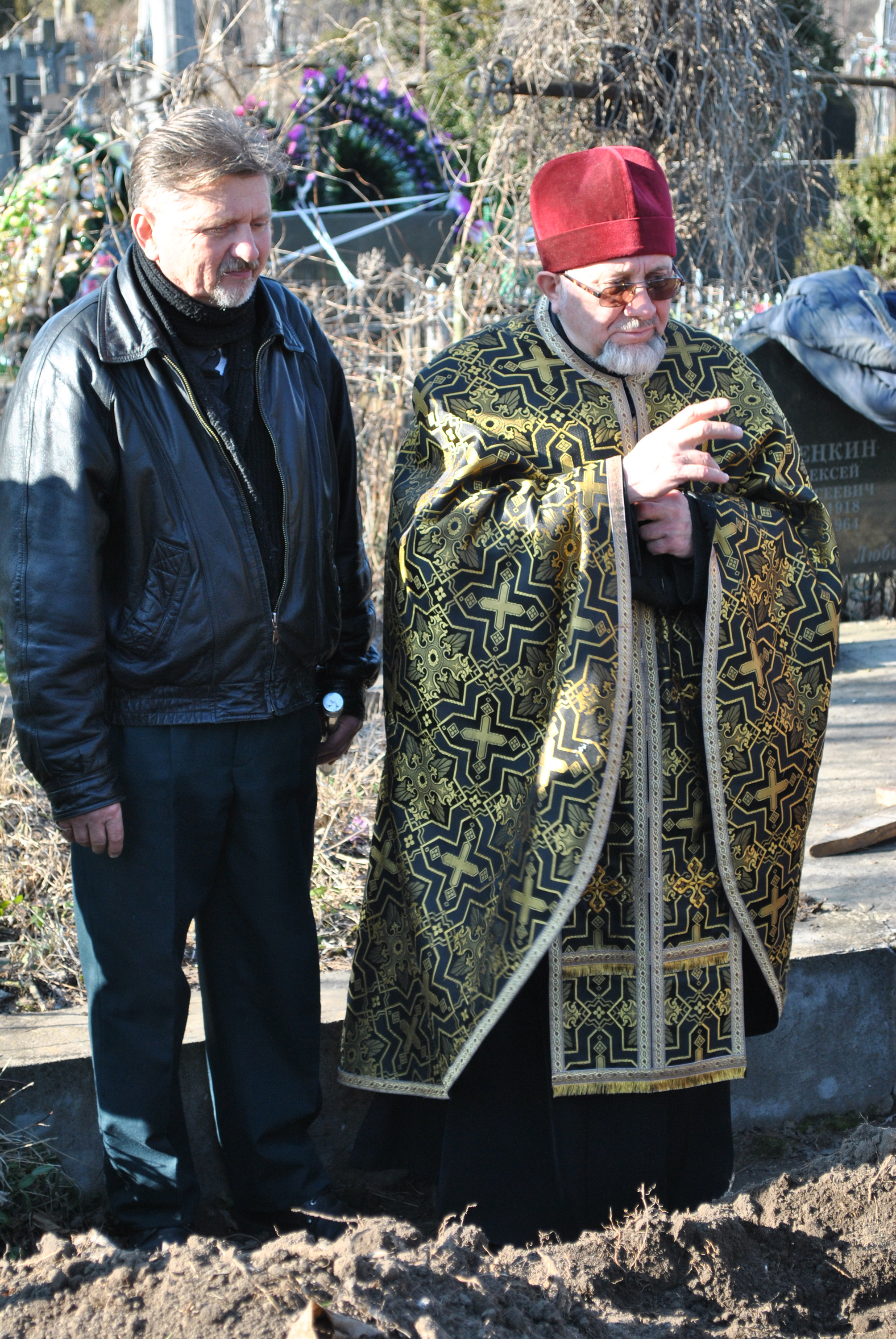
Парох церкви о. Дмитро Лисак
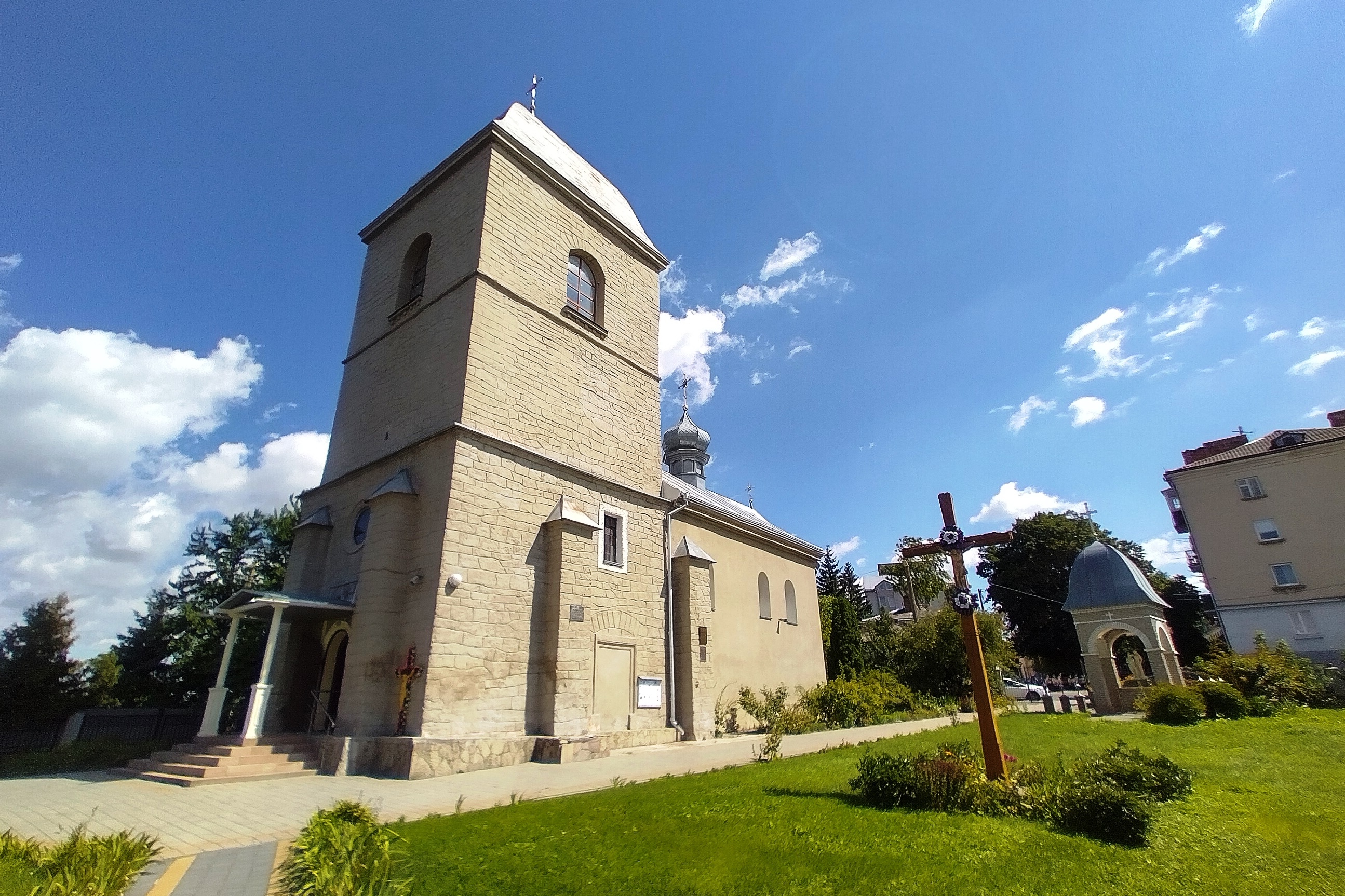
Загальний вигляд